# Henri-Nannen-Schule
Die Henri-Nannen-Schule ist eine Journalistenschule mit Sitz in Hamburg. Die nach dem Verleger und Publizisten Henri Nannen benannte Bildungseinrichtung wird vom Verlag Gruner + Jahr sowie dem Zeitverlag getragen. Regelmäßiger Sponsor ist Der Spiegel.

## Geschichte
1979 wurde die Schule als Hamburger Journalistenschule gegründet. Als Vorbild diente die Deutsche Journalistenschule in München. Der erste Lehrgang nahm am Montag, 2. April 1979, den Unterricht auf. Seit 1983 trägt die Hamburger Journalistenschule zu Ehren des Stern-Gründers den Namen Henri-Nannen-Schule.

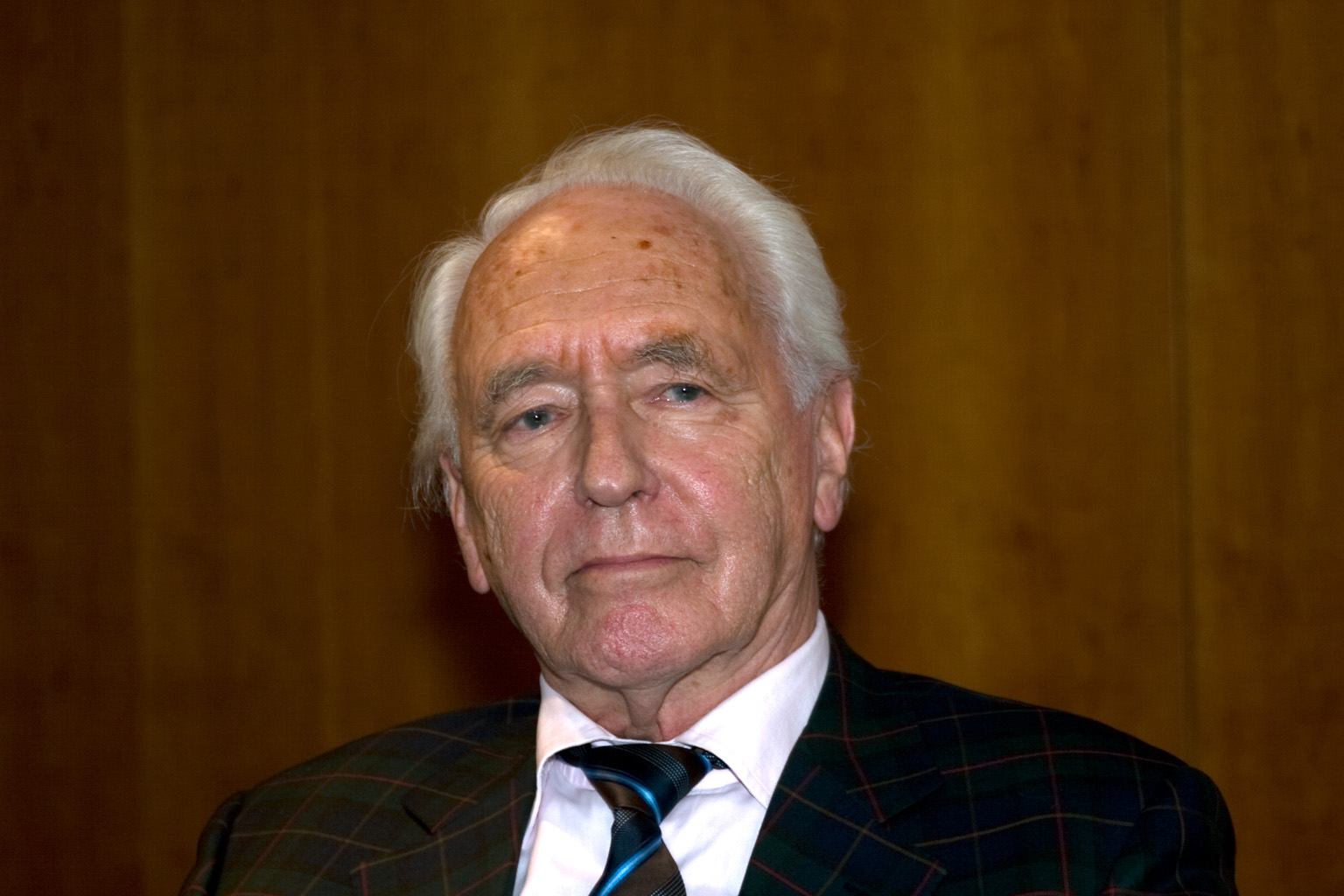
Wolf Schneider (März 2010)

Erster Schulleiter war Wolf Schneider, der 1995 in den Ruhestand ging, aber noch bis 2012 gelegentlich an der Schule unterrichtete. Seine Nachfolgerin war bis 2005 die ehemalige Stern-Redakteurin Ingrid Kolb. Ihr Nachfolger Christoph Fasel, selbst Absolvent der Schule, trat nach einem Dreivierteljahr als Schulleiter im September 2006 zurück; Ingrid Kolb übernahm kommissarisch für ein halbes Jahr die Geschäfte. Von April 2007 bis Ende 2019 leitete Andreas Wolfers die Schule. Ihn löste im Januar 2020 Christoph Kucklick ab, der selbst Henri-Nannen-Schüler und zwischenzeitlich Chefredakteur der Zeitschrift Geo war.
Die Medienkrise ist auch an der Henri-Nannen-Schule nicht folgenlos vorbeigegangen. Die Zahl der Ausbildungsplätze wurde auf höchstens 20 pro Jahrgang reduziert, wobei die Zahl je nach Ausbildungsdurchgang variiert, und 2003 ein Berliner Ableger der Schule aufgegeben.
Mit dem 31. Lehrgang wurde der Bereich Crossmedia-Ausbildung komplett umgebaut und den Bedürfnissen der Branche angepasst. Hierfür verfügt die Schule über einen voll ausgestatteten AV-Studio-Komplex.

## Ausbildung
Die Ausbildung dauert 21 Monate. In dieser Zeit werden 33 Wochen Unterricht in der Schule und 50 Wochen Praxis in vier Redaktionen absolviert. Die angehenden Journalisten werden mittlerweile nicht mehr unterschiedlich entlohnt – je nachdem, ob sie sich in Theorie- oder Praxisblöcken befinden –, sondern erhalten über die gesamte Ausbildungszeit hinweg 1.400 Euro monatlich.
Ein Schwerpunkt ist Tageszeitungs- und Magazinjournalismus, es findet auch jeweils ein Ausbildungsblock zu Fernseh-, Hörfunk- und Online-Journalismus statt. Des Weiteren stehen Rhetorik, Moderationsübungen, Drehbuchschreiben und zwei große Reportageprojekte im Curriculum. Bis 2025 wurden 41 Lehrgänge mit jeweils bis zu 20 Journalistenschülern ausgebildet.

### Bewerbung
Die Schule lädt im Abstand von zwei Jahren zum Auswahlverfahren ein. In den darauffolgenden Wochen können sich Bewerber online registrieren. Im Rahmen der Vorrunde schreiben die Bewerber zunächst eine Reportage und einen Meinungstext. Die 60 bis 70 besten Einsender werden für die Finalrunde nach Hamburg eingeladen. Dort müssen sie unter Zeitdruck einen Bilder- und einen Wissenstest lösen, Texte redigieren sowie eine Reportage recherchieren und schreiben. Anschließend finden an einem weiteren Auswahltag drei Gespräche mit der Auswahlkommission statt, die aus zumeist namhaften Journalisten besteht. Die bis zu 20 punktbesten Bewerber erhalten einen Ausbildungsplatz.

## Absolventen (Auswahl)
Die Schule hat viele namhafte Journalisten hervorgebracht, darunter:
- Nikolaus Blome (* 1963), stellvertretender Chefredakteur von Welt, Bild und Spiegel, Leiter des Politikressorts bei RTL und n-tv
- Rafaela von Bredow (* 1967), Spiegel-Ressortleiterin
- Amrai Coen (* 1986), Redakteurin im Dossier der Wochenzeitung Die Zeit
- Moritz Döbler (* 1965), Chefredakteur der Rheinischen Post
- Matthias Drobinski (* 1964), Redakteur für Kirche und Religion der Süddeutschen Zeitung, Chefredakteur von Publik-Forum
- Christoph Fasel (* 1957), Leiter der Henri-Nannen-Schule, PR-Berater
- Gabriele Fischer (* 1953), Gründerin von Brand eins
- Jan Fleischhauer (* 1962), Kolumnist des Spiegels und bei Focus, Buchautor
- Karl-Walter Freitag (* 1954), Unternehmer und Berufskläger
- Christian Fuchs (* 1979), Autor im Ressort Investigative Recherche und Daten für Die Zeit
- Peter-Matthias Gaede (* 1951), Geo-Chefredakteur
- Nora Gantenbrink (* 1986), Journalistin, Schriftstellerin und Drehbuchautorin
- Özlem Gezer (* 1981), Leiterin Reporter Ressort des Spiegels
- Ariel Hauptmeier (* 1969), Leiter der Reportageschule Reutlingen
- Ulrike Herrmann (* 1964), Wirtschaftskorrespondentin der taz und Sachbuchautorin
- Cathrin Kahlweit (* 1959), Korrespondentin der Süddeutschen Zeitung
- Christoph Keese (* 1964), Chefredakteur von Welt am Sonntag und Financial Times Deutschland, Konzerngeschäftsführer „Public Affairs“ der Axel Springer SE
- Peter Kloeppel (* 1958), RTL-Chefredakteur
- Stefan Kornelius (* 1965), Außenpolitikchef der Süddeutschen Zeitung; Regierungssprecher
- Christoph Kucklick (* 1963), Geo-Chefredakteur, Leiter der Henri-Nannen-Schule
- Ildikó von Kürthy (* 1968), Romanautorin
- Souad Mekhennet (* 1978), Ludwig-Börne-Preisträgerin
- Mathias Müller von Blumencron (* 1960), Chefredakteur des Spiegels, Chefredakteur Neue Medien der FAZ
- Matthias Naß (* 1952), stellvertretender Zeit-Chefredakteur
- Lisa Ortgies (* 1966), Fernseh-Moderatorin und ehemalige Emma-Chefredakteurin
- Petra Reski (* 1958), Journalistin und Schriftstellerin
- Christoph Reuter (* 1968), Kriegsberichterstatter und Buchautor
- Wulf Schmiese (* 1967), Moderator des ZDF-Morgenmagazins
- Cordt Schnibben (* 1952), Spiegel-Ressortleiter und Buchautor
- Kathrin Tsainis (* 1967), Autorin bei Brigitte und Schriftstellerin
- Martin Tschechne (* 1954), Chefredakteur von Weltkunst
- Thomas Urban (* 1954), Korrespondent der Süddeutschen Zeitung, Buchautor
- Sonja Zekri (* 1967), Korrespondentin und Feuilletonchefin der Süddeutschen Zeitung